# Sada Cowan
Sada Cowan, nome all'anagrafe Sada Louise Cowan (Boston, 8 settembre 1882 – Los Angeles, 31 luglio 1943), è stata una sceneggiatrice statunitense che iniziò la sua carriera come commediografa. Presto passò a lavorare per il cinema, dove, come sceneggiatrice, collaborò a stretto contatto con Cecil B. DeMille e, in coppia con Olga Printzlau, firmò uno dei più grandi successi del momento, Perché cambiate moglie? (1920).

## Filmografia

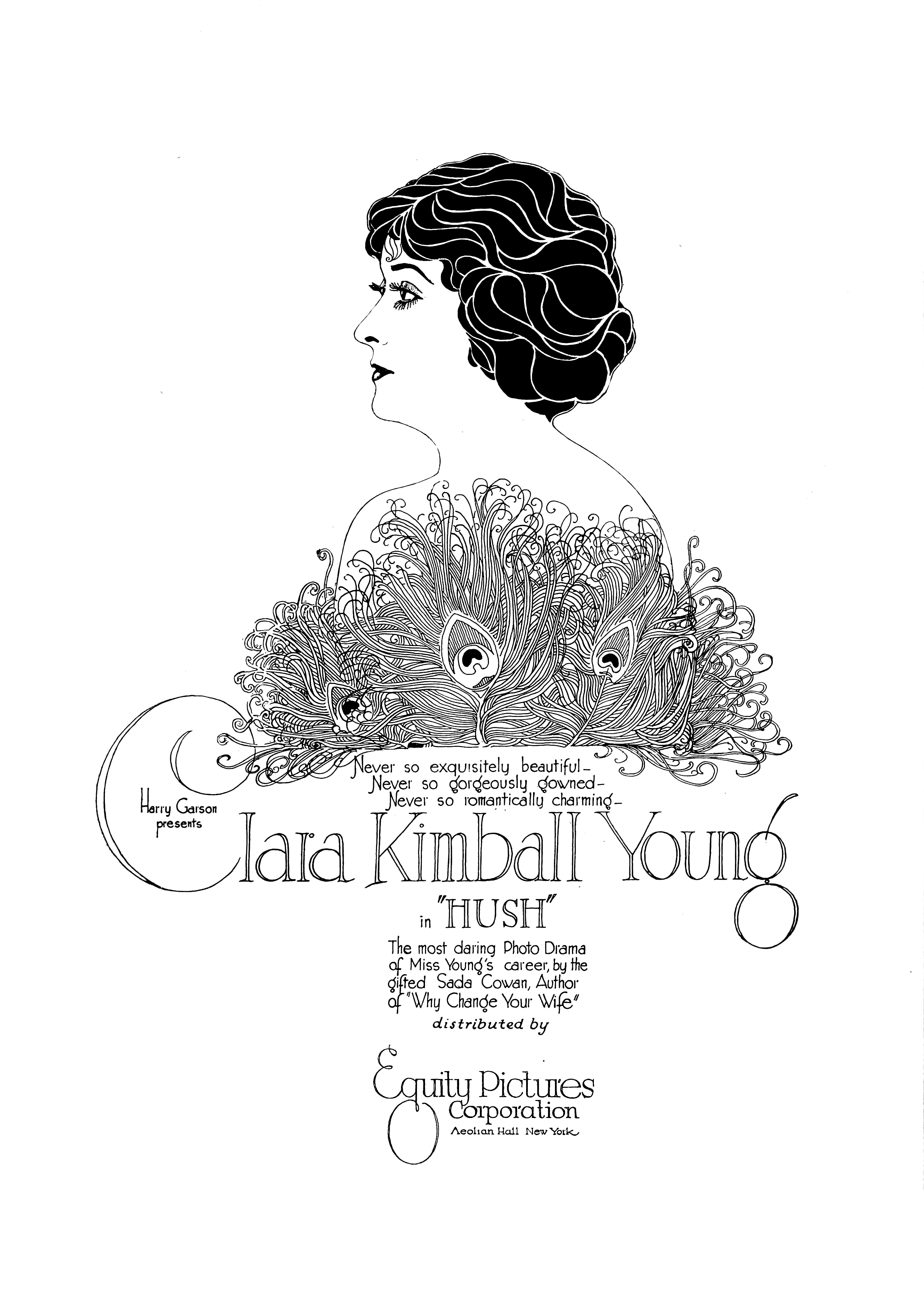
Pubblicità con il nome di Sada Cowan

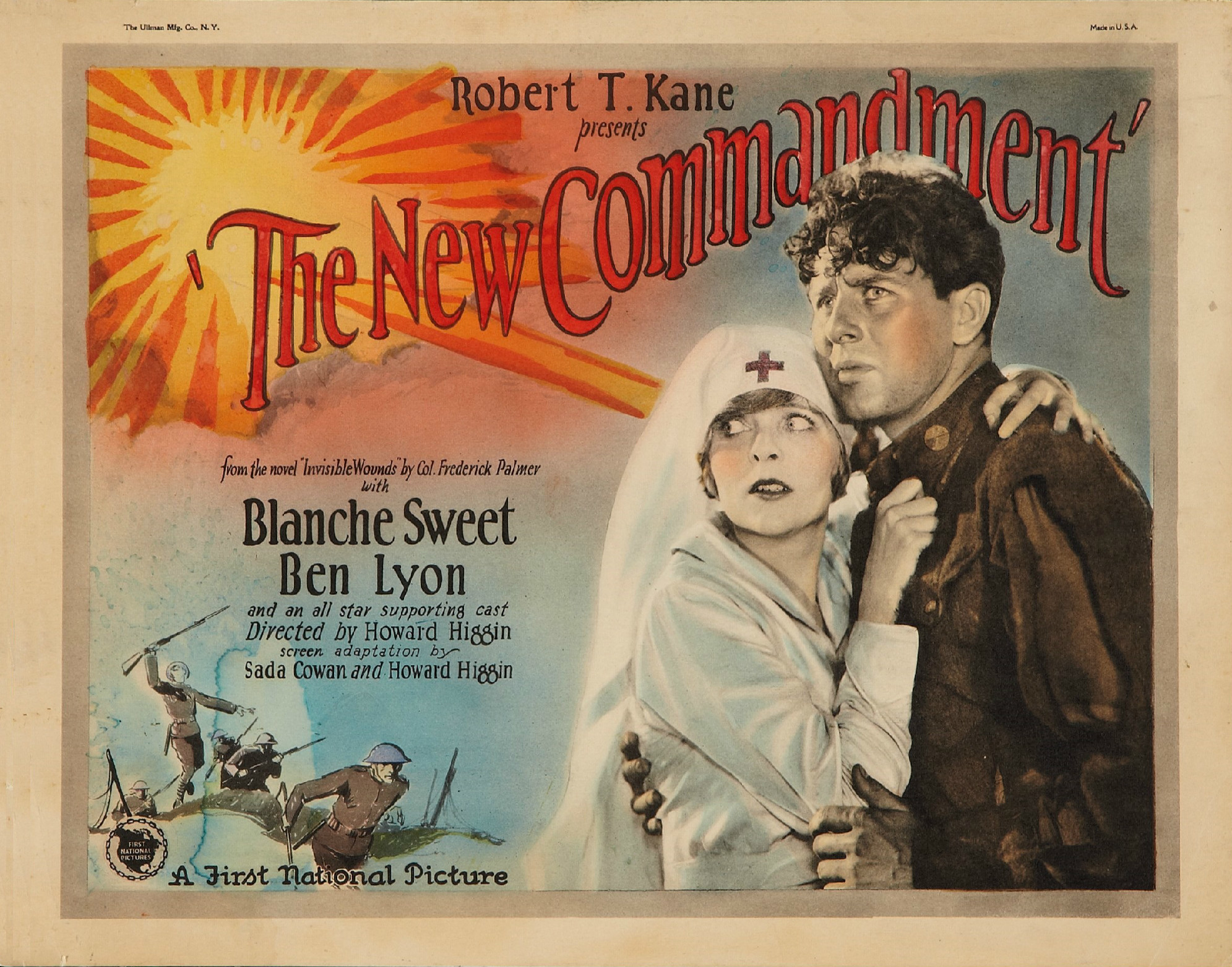
Locandina con il nome di Sada Cowan

- The Woman Under Cover, regia di George Siegmann (1919)
- Perché cambiate moglie? (Why Change Your Wife?), regia di Cecil B. DeMille (1920)
- Seeds of Vengeance, regia di Oliver L. Sellers (1920)
- Hush, regia di Harry Garson (1921)
- Straight from Paris, regia di Harry Garson (1921)
- Courage, regia di Sidney Franklin (1921)
- Charge It, regia di Harry Garson (1921)
- What No Man Knows, regia di Harry Garson (1921)
- Paradiso folle (Fool's Paradise), regia di Cecil B. DeMille (1921)
- The Worldly Madonna, regia di Harry Garson (1922)
- Peter der Große, regia di Dimitri Buchowetzki (1922)
- Brass, regia di Sidney Franklin (1923)
- The Rustle of Silk, regia di Herbert Brenon (1923)
- L'ottava moglie di Barbablù (Bluebeard's 8th Wife), regia di Sam Wood (1923)
- The Silent Partner, regia di Charles Maigne (1923)
- Alba tonante (Thundering Dawn), regia di Harry Garson (1923)
- Gran mondo (Fashion Row), regia di Robert Z. Leonard (1923)
- Lucretia Lombard, regia di Jack Conway (1923)
- Don't Doubt Your Husband, regia di Harry Beaumont (1924)
- Changing Husbands, regia di Paul Iribe, Frank Urson (1924)
- Barriere infrante (Broken Barriers), regia di Reginald Barker (1924)
- All'ombra delle pagode (East of Suez), regia di Raoul Walsh (1925)
- Smouldering Fires, regia di Clarence Brown (1925)
- La danzatrice spagnola (The Charmer), regia di Sidney Olcott (1925)
- The Trouble with Wives, regia di Malcolm St. Clair (1925)
- In the Name of Love, regia di Howard Higgin (1925)
- La casa degli eroi (The New Commandment), regia di Howard Higgin (1925)
- The Reckless Lady, regia di Howard Higgin (1926)
- Mismates, regia di Charles Brabin (1926)
- Il covo degli avvoltoi (Stand and Deliver), regia di Donald Crisp (1928)
- Woman in the Dark, regia di Phil Rosen (1934)
- Forbidden Heaven, regia di Reginald Barker (1935)
- Stop, Look and Love, regia di Otto Brower (1939)